# Chironomus minutissimus
Chironomus minutissimus är en tvåvingeart som först beskrevs av Johann Wilhelm Meigen 1838.  Chironomus minutissimus ingår i släktet Chironomus och familjen fjädermyggor. Inga underarter finns listade i Catalogue of Life.